# Rotorboides
Rotorboides es un género de foraminífero bentónico de la familia Rosalinidae, de la superfamilia Discorboidea, del suborden Rotaliina y del orden Rotaliida. Su especie tipo es Discorbina valvulata var. granulosa. Su rango cronoestratigráfico abarca el Holoceno.

## Clasificación
Rotorboides incluye a las siguientes especies:
- Rotorboides granulosa
- Rotorboides margaritaensis